# Kansas City Bomber
Pour plus de détails, voir Fiche technique et Distribution.
Kansas City Bomber est un film américain réalisé par Jerrold Freedman, sorti en 1972. 

## Fiche technique
- Titre original : Kansas City Bomber
- Réalisation : Jerrold Freedman
- Scénario : Calvin Clements Sr. et Thomas Rickman d'après une histoire de Barry Sandler
- Production : Martin Elfand, Arthur Gardner producteur exécutif et Jules V. Levy producteur exécutif
- Société de production : Artists Entertainment Complex, Levy-Gardner-Laven, Metro-Goldwyn-Mayer et Raquel Welch
- Photographie : Fred J. Koenekamp
- Montage : David Berlatsky
- Musique : Don Ellis
- Direction artistique : Joseph R. Jennings
- Costumes : Ron Talsky
- Pays d'origine : États-Unis
- Format : Couleur (Metrocolor) : Son : Mono
- Genre : Drame
- Durée : 99 minutes
- Date de sortie :
  - États-Unis : 2 août 1972

## Distribution
- Raquel Welch : K.C. Carr
- Kevin McCarthy : Burt Henry
- Helena Kallianiotes : Jackie Burdette
- Norman Alden : Horrible Hank Hopkins
- Jeanne Cooper : Entraîneuse Vivien
- Mary Kay Pass : Lovey
- Martine Bartlett : Mme Carr
- Cornelia Sharpe : Tammy O'Brien
- William Gray Espy : Randy
- Richard Lane : Speaker TV Jen
- Russ Marin (en) : Dick Wicks
- Stephen Manley : Walt
- Jodie Foster : Rita
- Georgia Schmidt : Vieille Dame
- Shelly Novack : Ben